# Chiasmocleis avilapiresae
Espèce
Statut de conservation UICN

 LC  : Préoccupation mineure
Chiasmocleis avilapiresae est une espèce d'amphibiens de la famille des Microhylidae.

## Répartition
Cette espèce est endémique du Brésil. Elle se rencontre dans les États d'Amazonas, d'Acre, du Mato Grosso, du Pará et du Rondônia. Sa présence est incertaine dans l’extrême Nord de la Bolivie.

## Étymologie
Cette espèce est nommée en l'honneur de Teresa Cristina Sauer de Ávila-Pires.

## Publication originale
- Peloso & Sturaro, 2008 : A new species of narrow-mouthed frog of the genus Chiasmocleis Méhelÿ 1904 (Anura, Microhylidae) from the Amazonian rainforest of Brazil. Zootaxa, no 1947, p. 39–52.